# مادس يورغنسن (لاعب كرة قدم)
مادس يورغنسن (بالدنماركية: Mads Jørgensen)‏ هو لاعب كرة قدم دنماركي في مركز الوسط، ولد في 5 يوليو 1998 في أودنسه في الدنمارك. لعب مع هارتفورد أتلتيك.